# ŁKS Łódź
Łódzki Klub Sportowy Łódź je polský fotbalový klub z města Lodž. Založen byl roku 1908. Jeho městským rivalem je Widzew. Dvakrát vyhrál polskou ligu (1958, 1998), jednou byl druhý (1954), třikrát třetí (1922, 1957, 1993). Jednou též získal polský fotbalový pohár (1957).

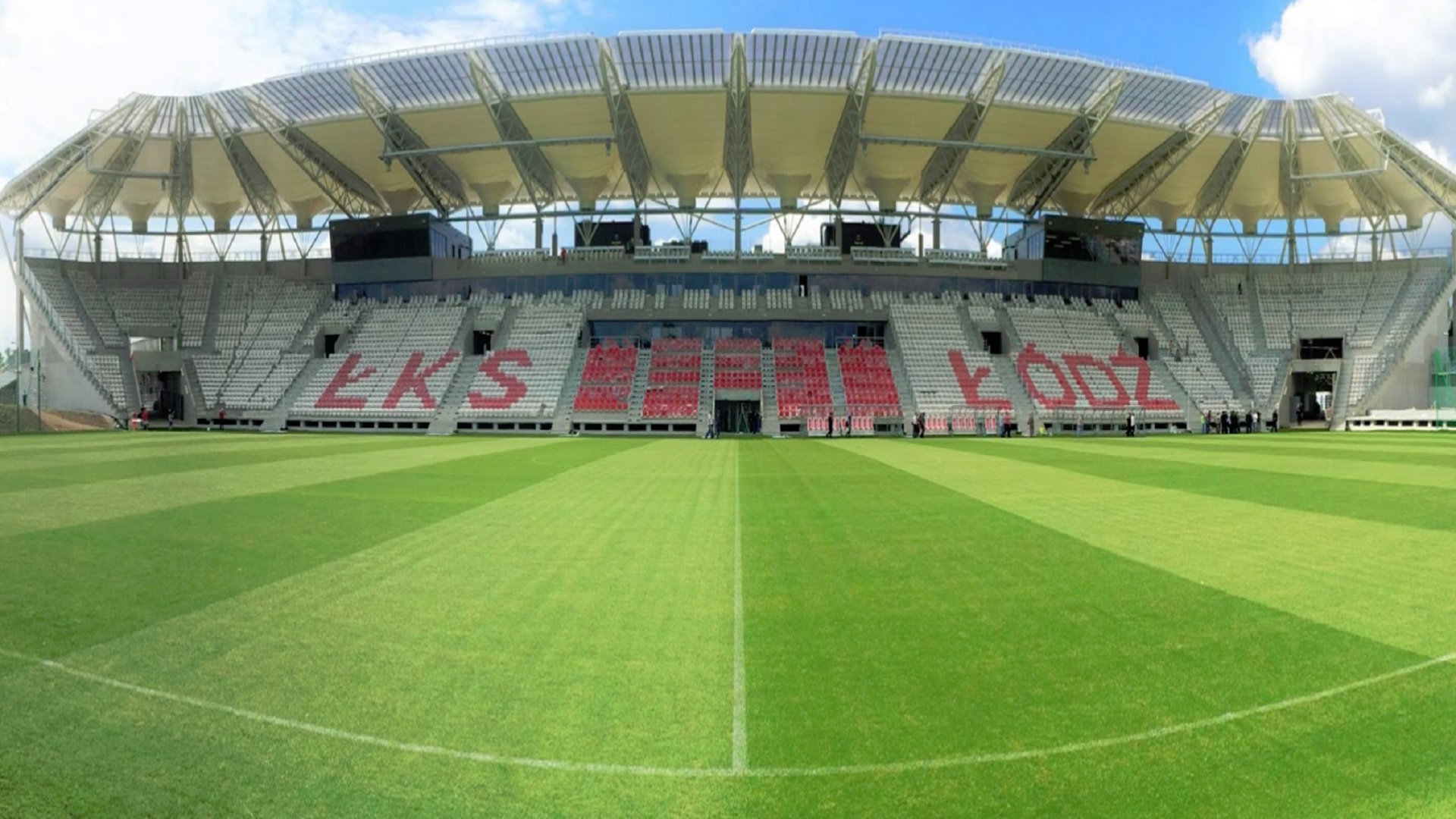
Stadion Miejski (Lodž)

## Úspěchy
- Mistr Polské ligy - 2x (1958, 1997/98)
- Polský fotbalový pohár - 1x (1956/57)[1]

## Kompletní bilance v evropských pohárech
| Sezóna  | Soutěž | Kolo  |             | Soupeř            | Skóre    |
| ------- | ------ | ----- | ----------- | ----------------- | -------- |
| 1959/60 | PMEZ   | Př.   | Lucembursko | Jeunesse Esch     | 0-5, 2-1 |
| 1994/95 | PVP    | 1.    | Portugalsko | FC Porto          | 0-2, 0-1 |
| 1998/99 | LM     | 1.př. | Ázerbájdžán | Kapaz PFK         | 4-1, 3-1 |
|         |        | 2.př. | Anglie      | Manchester United | 0-2, 0-0 |
|         | UEFA   | 1.    | Francie     | AS Monaco         | 1-3, 0-0 |

## Soupiska
16. prosinec 2012